# Война в Колорадо
Война в Колорадо (англ. Colorado War) — часть Индейских войн, война, шедшая с 1863 по 1865 годы. Её вели индейцы шайенны и арапахо против белых переселенцев и ополчения на Территории Колорадо и в прилегающих районах. Кайова и команчи играли незначительную роль в сражениях, которые произошли в южной части территории вдоль линии реки Арканзас, тогда как лакота сыграли важную роль в боях, которые шли по Саут-Платт вдоль Великой Речной дороги Платт, восточной части Оверленд-Трэйла. Правительства США и Территории Колорадо принимали участие в войне через колорадских добровольцев — гражданское ополчение, в то время как армия США играла второстепенную роль. Война была сосредоточена на равнинах Колорадо.
Война особенно известна своим печальным эпизодом в ноябре 1864 года — бойней на Сэнд-Крик. Бой, первоначально описанный американской прессой как великая победа, позже был представлен в качестве примера жесточайшего геноцида. Резня обсуждалась в армии и на слушаниях в Конгрессе, и в итоге была доказана виновность Джона Чивингтона, командира колорадских волонтёров, и его войск.